# Озерос
Озеро́с (греч. Οζερός, Γαλίτσα, Οζηρός) — крупное озеро на западе Греции.
Пресноводный олиготрофный водоём тектонического происхождения, расположенный в Западной Греции, к западу от реки Ахелоос, между озерами Лисимахия и Амвракия.
Площадь его водной поверхности составляет 9,368 км². Имеет среднюю глубину 8—10 м. Урез воды находится на высоте 23 м над уровнем моря. Площадь водосборного бассейна — 59 км².
Воды Озероса обеспечивают орошение около 1620 гектар сельскохозяйственных земель.